# A dinoszauruszok mérete
A dinoszauruszok mérete a dinoszauruszkutatás egyik legérdekesebb szempontja a nagyközönség számára. Ez a szócikk a dinoszauruszok különféle csoportjainak legnagyobb és legkisebb tagjait sorolja fel, tömeg és hossz szerint rendezve.

Az ember és az öt legnagyobb ismert dinoszaurusz klád méretének összehasonlítása

A lista kizárólag nyilvánosságra hozott adatok alapján készült, és csak azokat a dinoszauruszokat tartalmazza, amelyeknek van hivatalos leírása. Megjegyzendő, hogy a dinoszauruszok feltételezett tömegei jóval pontatlanabbak lehetnek a becsült hosszuknál, mivel az utóbbi adathoz rendelkezésre állhat az állat teljes csontváza.

## Általános rekordok

### Legnehezebb dinoszauruszok
A tíz legnehezebb ismert dinoszaurusz, a megjelentetett tömegbecslések alapján. (Lásd még: A legnagyobb tömegű sauropodák)
1. Bruhathkayosaurus: 30–170 tonna[1][2]
2. Maraapunisaurus: 70–120 tonna[3][1]
3. Argentinosaurus: 50–100 tonna[4][5]
4. Antarctosaurus: 9,5–100 tonna[3][5]
5. Mamenchisaurus: 5–80 tonna[1][4]
6. Patagotitan: 42,5–77,6 tonna[6][7]
7. Notocolossus: 40–75,9 tonna[3][8]
8. Apatosaurus: 16,4–72,6 tonna[9][10]
9. Bustingorrytitan: 67,3 tonna[11]
10. Sauroposeidon: 40–60 tonna[4][12]

### Leghosszabb dinoszauruszok
A tíz leghosszabb ismert dinoszaurusz, a megjelentetett hosszbecslések alapján. (Lásd még: A leghosszabb sauropodák)
1. Bruhathkayosaurus: 37-45 méter[3][2]
2. Barosaurus: 25-45 méter[3][13]
3. Supersaurus: 21-45 méter[3][5]
4. Maraapunisaurus: 30,3-40 méter[1][14]
5. Argentinosaurus: 25-39,7 méter[15][16]
6. Turiasaurus: 21-39 méter[3][17]
7. Patagotitan: 31-37 méter[1][18]
8. Ruyangosaurus: 24,8-35 méter[3][19]
9. Diplodocus: 24-35 méter[4][20]
10. Mamenchisaurus: 13-35 méter[4][21]

### Legkönnyebb dinoszauruszok
A tíz legkönnyebb ismert nem madár dinoszaurusz, a megjelentetett tömegbecslések alapján.
1. Eosinopteryx: 100 gramm[4]
2. Anchiornis: 110-700 gramm[22][23]
3. Parvicursor: 137-200 gramm[4][24]
4. Epidexipteryx: 164-472 gramm[22][25]
5. Microraptor: 0,2-1,5 kilogramm[22][26]
6. Aurornis: 0,25 kilogramm[4]
7. Ceratonykus: 0,26-1 kilogramm[4][24]
8. Compsognathus: 0,26-3,5 kilogramm[27][28]
9. Zhongjianosaurus: 0,31 kilogramm[26]
10. Libagueino: 0,35-0,5 kilogramm[4][22]

### Legrövidebb dinoszauruszok
A tíz legrövidebb ismert nem madár dinoszaurusz, a megjelentetett hosszbecslések alapján.
1. Epidexipteryx: 25-30 centiméter[4][25]
2. Eosinopteryx: 30 centiméter[4]
3. "Ornithomimus" minutus: 30 centiméter[29]
4. Palaeopteryx: 30 centiméter[29]
5. Parvicursor: 30-40 centiméter[4][29]
6. Nqwebasaurus: 30-100 centiméter[4][29]
7. Anchiornis: 34-40 centiméter[4][23]
8. Archaeopteryx: 40-50 centiméter[4][29]
9. Sapeornis: 40-120 centiméter[4][29]
10. Mei: 45-70 centiméter[4][29]

## Theropodák
Az alábbi méretek lehetőség szerint határértékekkel lettek feltüntetve, a jelenleg rendelkezésre álló ismeretek alapján. Azokban az esetekben, ahol a határérték becslés alapján lett megállapítva, azok a források lettek megadva, amelyek a legszélsőbb értékeket tartalmazzák.

### A leghosszabb theropodák

Az ember és az óriás theropodák méretének összehasonlítása

12 méteres hosszúság vagy afelett (farokkal együtt):
1. Spinosaurus: 14 méter[30]
2. Giganotosaurus: 12-14 méter[4][31]
3. Saurophaganax: 10,5-14 méter[4][32]
4. Carcharodontosaurus: 10-13,3 méter[4][28]
5. Tyrannosaurus : 12-13 méter[4][33]
6. Tyrannotitan: 12-13 méter[29][34]
7. Chilantaisaurus: 11-13 méter[4][29]
8. Allosaurus: 8,5-13 méter[4][35]
9. Mapusaurus: 10,2-12,7 méter[34][36]
10. Bahariasaurus: 11-12,2 méter[3][4]
11. Acrocanthosaurus: 11-12 méter[4][29]
12. Deinocheirus: 11-12 méter[34][37]
13. Cristatusaurus: 10-12 méter[29][34]
14. Kelmayisaurus: 10-12 méter[38]
15. Zhuchengtyrannus: 9,6-12 méter[34][39]
16. Tarbosaurus: 9,5-12 méter[4][40]
17. Torvosaurus: 9-12 méter[4][29]

### A legnagyobb tömegű theropodák
5 tonnás vagy annál nagyobb testtömegű állatok:
1. Tyrannosaurus: 4,5-18,5 tonna[41][42]
2. Carcharodontosaurus: 3-15,1 tonna[22][28]
3. Giganotosaurus: 4,2-13,8 tonna[28][31]
4. Mapusaurus: 3-7,6 tonna[3][36]
5. Spinosaurus: 7,4 tonna[30]
6. Deinocheirus: 5-7,3 tonna[4][24]
7. Acrocanthosaurus: 2,4-7,3 tonna[43][44]
8. Tyrannotitan: 3,6-7 tonna[4][45]
9. Chilantaisaurus: 2,5-6 tonna[46][47]
10. Suchomimus: 2,5-5,2 tonna[4][28]
11. Therizinosaurus: 3-5 tonna[4][48]
12. Tarbosaurus: 1,7-5 tonna[49][50]

### A legrövidebb nem madár theropodák

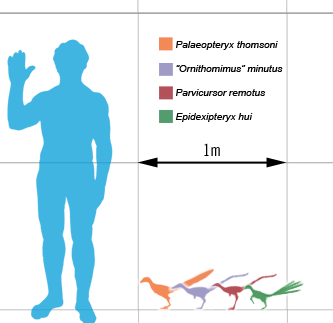
A legkisebb nem madár theropodák méretének összehasonlítása

Az eddig ismertté vált 50 centiméter vagy az alatti felnőttkori hosszúságú nem madár theropodák (nem számítva a lágy szöveteket és a tollas farkat):
1. Epidexipteryx: 25-30 centiméter[4][25]
2. Eosinopteryx: 30 centiméter[4]
3. "Ornithomimus" minutus: 30 centiméter[29]
4. Palaeopteryx: 30 centiméter[29]
5. Parvicursor: 30-40 centiméter[4][29]
6. Nqwebasaurus: 30-100 centiméter[4][29]
7. Yi: 33 centiméter[34]
8. Anchiornis: 34-50 centiméter[23][34]
9. Aurornis: 40-50 centiméter[4][34]
10. Archaeopteryx: 40-53 centiméter[29][34]
11. Xiaotingia:40-60 centiméter[4][29]
12. Sapeornis: 40-120 centiméter[4][29]
13. Mei: 45-70 centiméter[4][29]
14. Xixianykus: 50 centiméter[29]
15. Jinfengopteryx: 50-55 centiméter[4][51]
16. Linhenykus: 50-60 centiméter[4][29]
17. Pamparaptor: 50-70 centiméter[52]
18. Mahakala: 50-77 centiméter[34][53]
19. Alwalkeria: 50-150 centiméter[4][29]

### A legkönnyebb nem madár theropodák
Az eddig ismertté vált 0,5 kilogramm vagy annál kisebb felnőttkori tömegű nem madár theropodák:
1. Eosinopteryx: 100 gramm[4]
2. Anchiornis: 110-700 gramm[22][23]
3. Parvicursor: 137-200 gramm[4][22]
4. Epidexipteryx: 164-472 gramm[24][25]
5. Microraptor: 0,2-1,5 kilogramm[22][26]
6. Aurornis: 0,25-0,26 kilogramm[4][34]
7. Ceratonykus: 0,26-1 kilogramm[4][24]
8. Compsognathus: 0,26-3,5 kilogramm[27][28]
9. Zhongjianosaurus: 0,31 kilogramm[26]
10. Libagueino: 0,35-0,5 kilogramm[4][22]
11. Jinfengopteryx: 0,37-1,5 kilogramm[3][22]
12. Yi: 0,38-0,52 kilogramm[34][54]
13. Mahakala: 0,4-0,79 kilogramm[4][55]
14. Mei: 0,4-0,85 kilogramm[4][22]
15. Archaeopteryx: 0,42-1 kilogramm[34][56]
16. Caihong: 0,48 kilogramm[57]
17. Linhenykus: 0,5 kilogramm[4]
18. Fruitadens: 0,5-0,8 kilogramm[4][58]

## Sauropodák
A sauropodák mérete nehezen becsülhető meg, mivel maradványaik rendszerint töredékesek. Gyakran hiányzik a farkuk, ami hibás becsléshez vezethet. A tömeg megbecsléséhez a hossz négyzetét használják fel, így amennyiben a hossz téves, úgy a tömeg még inkább az lehet. A legbizonytalanabb (töredékes vagy hiányos leletek elemzése alapján történt) becslések kérdőjellel vannak megjelölve. Minden érték az adott forrásban szereplő legnagyobb becsült tömeg.
Megjegyzendő, hogy az óriás sauropodák két kategóriára oszthatók fel — a rövidebb, zömökebb és jóval nehezebb (főként titanosaurusok és brachiosauridák), valamint a hosszabb, de karcsúbb és könnyebb testfelépítésűekre (főként diplodocidák).

### A leghosszabb sauropodák

Az ember és az óriás sauropodák méretének összehasonlítása

A leghosszabb sauropodák (30 méteres hosszúság vagy afelett, nyakkal és farokkal együtt):
1. Bruhathkayosaurus: 37-45 méter[3][2]
2. Barosaurus: 25-45 méter[3][13]
3. Supersaurus: 21-45 méter[3][5]
4. Maraapunisaurus: 30,3-40 méter[1][14]
5. Argentinosaurus: 25-39,7 méter[15][16]
6. Turiasaurus: 21-39 méter[3][17]
7. Patagotitan: 31-37 méter[1][18]
8. Ruyangosaurus: 24,8-35 méter[3][19]
9. Diplodocus: 24-35 méter[4][20]
10. Mamenchisaurus: 13-35 méter[4][21]
11. Sauroposeidon: 27-34 méter[4][59]
12. Antarctosaurus: 12,5-33 méter[3][29]
13. Xinjiangtitan: 27-32 méter[3][60]
14. Paralititan: 20-32 méter[4][29]
15. Asiatosaurus: 31 méter[3]
16. Hudiesaurus: 20-30,5 méter[3][29]
17. Puertasaurus: 28-30 méter[3][4]
18. Alamosaurus: 26-30 méter[3][29]
19. Futalognkosaurus: 24-30 méter[3][4]
20. Daxiatitan: 23-30 méter[29][61]

### A legnagyobb tömegű sauropodák
50 tonnás vagy azt meghaladó tömegű sauropodák:
1. Bruhathkayosaurus: 30-170 tonna[1][2]
2. Maraapunisaurus: 70-120 tonna[3][1]
3. Argentinosaurus: 50-100 tonna[4][5]
4. Antarctosaurus: 9,5-100 tonna[3][5]
5. Mamenchisaurus: 5-80 tonna[1][4]
6. Patagotitan: 42,5–77,6 tonna[6][7]
7. Notocolossus: 40-75,9 tonna[3][8]
8. Apatosaurus: 16,4-72,6 tonna[9][10]
9. Bustingorrytitan: 67,3 tonna[11]
10. Sauroposeidon: 40-60 tonna[4][12]
11. Barosaurus: 12-60 tonna[3][4]
12. Dreadnoughtus: 22,1-59,4 tonna[24][62]
13. Paralititan: 20-59 tonna[4][63]
14. Brachiosaurus: 28,3-57,7 tonna[24][27]
15. Puertasaurus: 45-55 tonna[1]
16. Ruyangosaurus 34-54 tonna[3][24]
17. Turiasaurus: 30-50,9 tonna[3][22]
18. Futalognkosaurus: 29-50 tonna[1][4]
19. Supersaurus: 8,8-50 tonna[3][5]
20. Pellegrinisaurus: 8,1-50 tonna[3][4]

### A legkisebb sauropodák
9 méteres vagy annál kisebb sauropodák:
1. Ohmdenosaurus: 4 méter[29]
2. Blikanasaurus: 4-5 méter[4][29]
3. Lirainosaurus: 4-7 méter[4][64]
4. Magyarosaurus: 5,3-6 méter[4][29]
5. Europasaurus: 5,7-6,2 méter[4][29]
6. Vulcanodon: 6,5-11 méter[4][29]
7. Isanosaurus: 6,5-17 méter[29][65]
8. Saltasaurus: 7-12,8 méter[13][15]
9. Neuquensaurus: 7-15 méter[29][66]
10. Antetonitrus: 7,8-12,2 méter[3][29]
11. Shunosaurus: 8,7-12,5 méter[3][29]
12. Zizhongosaurus 9 méter[29]
13. Algosaurus: 9 méter[67]
14. Kotasaurus: 9 méter[29]
15. Volkheimeria: 9 méter[29]
16. Zapalasaurus: 9 méter[4]
17. Tazoudasaurus: 9-10 méter[29][68]
18. Amargasaurus: 9-13,5 méter[3][69]
19. Nigersaurus: 9-15 méter[4][29]

## Ornithopodák

### A leghosszabb ornithopodák

Az ember és az óriás ornithopodák méretének összehasonlítása

1. Shantungosaurus: 14,7-18,7 méter[70][71]
2. Edmontosaurus: 9-15,2 méter[72][73]
3. Hypsibema: 15 méter[29]
4. Iguanodon: 10-13 méter[74]
5. Charonosaurus: 10-13 méter[29][75]
6. Saurolophus: 9,8-13 méter[4][76]
7. Magnapaulia: 12,5 méter[77]
8. Olorotitan: 8-12 méter[4][78]
9. Kritosaurus: 9-11 méter[4][79]
10. Brachylophosaurus: 8,5-11 méter[4][29]

### A legnagyobb tömegű ornithopodák
1. Shantungosaurus: 9,9-22,5 tonna[27][80]
2. Iguanodon: 3,08-15,3 tonna[22][81]
3. Edmontosaurus: 3-13,2 tonna[73][82]
4. Saurolophus: 1,9-11 tonna[4][83]
5. Magnapaulia: 8,6 tonna[24]
6. Brachylophosaurus: 4,5-7 tonna[4][22]
7. Lanzhousaurus: 6 tonna[4]
8. Parasaurolophus: 2,5-5,1 tonna[22][84]
9. Charonosaurus: 5 tonna[4]
10. Barsboldia: 5 tonna[4]

## Ceratopsiák

### A leghosszabb ceratopsiák
A leghosszabb ceratopsiák (7 méteres hosszúság vagy afelett, farokkal együtt):
1. Eotriceratops: 8,5-9 méter[4][29]
2. Triceratops: 8-9 méter[4][29]
3. Torosaurus: 8-9 méter[4][29]
4. Titanoceratops: 6,5-9 méter[4][29]
5. Ojoceratops: 8 méter[29]
6. Pentaceratops: 5,5-8 méter[4][29]
7. Pachyrhinosaurus: 5-8 méter[4][29]
8. Coahuilaceratops: 4-8 méter[4][29]
9. Nedoceratops: 7,6 méter[29]
10. Sinoceratops: 7 méter[29]
11. Utahceratops: 5-7 méter[4][85]
12. Mojoceratops: 4,5-7 méter[4][29]
13. Vagaceratops: 4,5-7 méter[4][29]
14. Arrhinoceratops: 4,5-7 méter[4][29]
15. Agujaceratops: 4,3-7 méter[4][29]
16. Chasmosaurus: 4,3-7 méter[4][29]

### A legkisebb ceratopsiák
1 méteres vagy annál kisebb hosszúságú állatok:
1. Micropachycephalosaurus: 50-100 centiméter[29][86]
2. Yamaceratops: 50-150 centiméter[4][29]
3. Archaeoceratops: 55-150 centiméter[29][87]
4. Microceratus: 60 centiméter[29]
5. Aquilops: 60 centiméter[88]
6. Chaoyangsaurus: 60-100 centiméter[4][29]
7. Xuanhuaceratops: 60-100 centiméter[4][29]
8. Graciliceratops: 60-200 centiméter[29][89]
9. Bagaceratops: 80-90 centiméter[4][29]
10. Psittacosaurus: 90-200 centiméter[4][90]
11. Ajkaceratops: 1 méter[91]

## Pachycephalosaurusok

### A leghosszabb pachycephalosaurusok
1. Pachycephalosaurus: 4,5-7 méter[4][29]

### A legkisebb pachycephalosaurusok
1. Wannanosaurus: 60 centiméter[29]
2. Colepiocephale: 1,8 méter[29]

## Thyreophorák

### A leghosszabb thyreophorák
1. Stegosaurus: 6,5-9 méter[4][29]
2. Ankylosaurus: 6,25-9 méter[29][92]
3. Cedarpelta: 5-9 méter[29][93]
4. Dacentrurus: 7-8 méter[29][94]
5. Tarchia: 4,5-8 méter[4][29]
6. Sauropelta: 5,2-7,6 méter[29][93]
7. Tuojiangosaurus: 6,5-7 méter[4][29]
8. Edmontonia: 6-7 méter[4][29]
9. Jiangjunosaurus: 6-7 méter[4][29]
10. Saichania: 5,2-7 méter[4][29]
11. Euoplocephalus: 5-7 méter[29][95]
12. Wuerhosaurus: 5-7 méter[4]
13. Panoplosaurus: 5-7 méter[4][29]
14. Shamosaurus: 5-7 méter[4][29]
15. Gigantspinosaurus: 4,2-7 méter[4][29]
16. Dyoplosaurus: 4-7 méter[29][95]
17. Tsagantegia: 3,5-7 méter[4][29]

### A legkisebb thyreophorák
1. Tatisaurus:1,2 méter[29]
2. Scutellosaurus: 1,2-1,3 méter[4][29]
3. Dracopelta: 2-3 méter[4][29]
4. Minmi: 2-3 méter[4][29]

## Fordítás
- Ez a szócikk részben vagy egészben a Dinosaur size című angol Wikipédia-szócikk ezen változatának fordításán alapul.  Az eredeti cikk szerkesztőit annak laptörténete sorolja fel. Ez a jelzés csupán a megfogalmazás eredetét és a szerzői jogokat jelzi, nem szolgál a cikkben szereplő információk forrásmegjelöléseként.